# Міська легенда
Міська́ леге́нда (калька з англ. urban legend) — форма сучасного фольклору, заснована на міфологічному мисленні, коротка історія про рідкісний чи незвичайний випадок, повір'я, що спирається на сучасну технічну та суспільну реальність. Зазвичай стосується глибинних проблем та страхів сучасного суспільства.

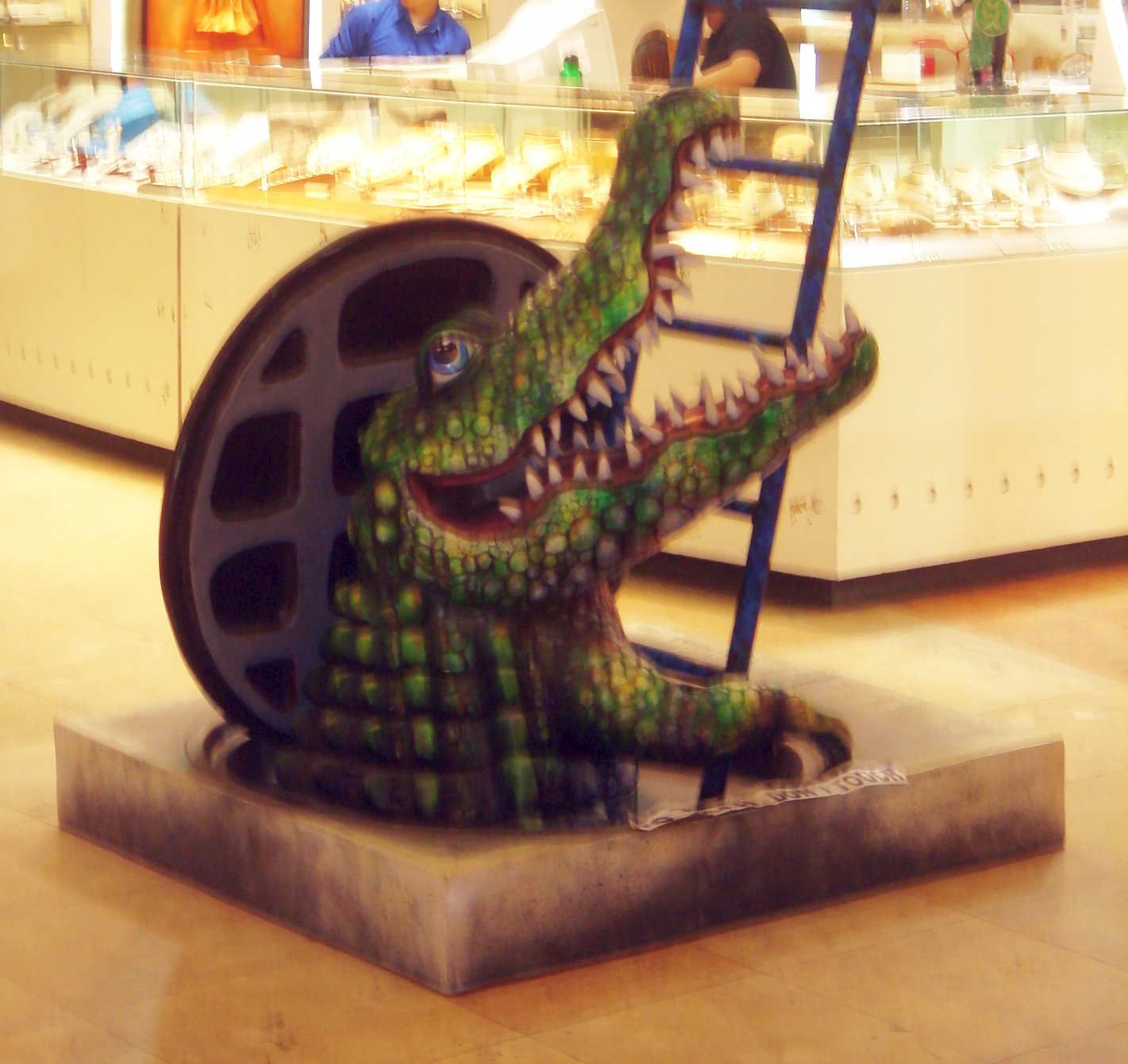
Крокодил з каналізації — поширена американська легенда

Правдоподібність міської легенди ґрунтується на архетипових образах, пристосованих до конкретних місця й часу. Зазвичай розповідається як історія, що сталася за відомих і оповідачеві й слухачеві обставин, але не торкається їх безпосередньо.

## Особливості міської легенди

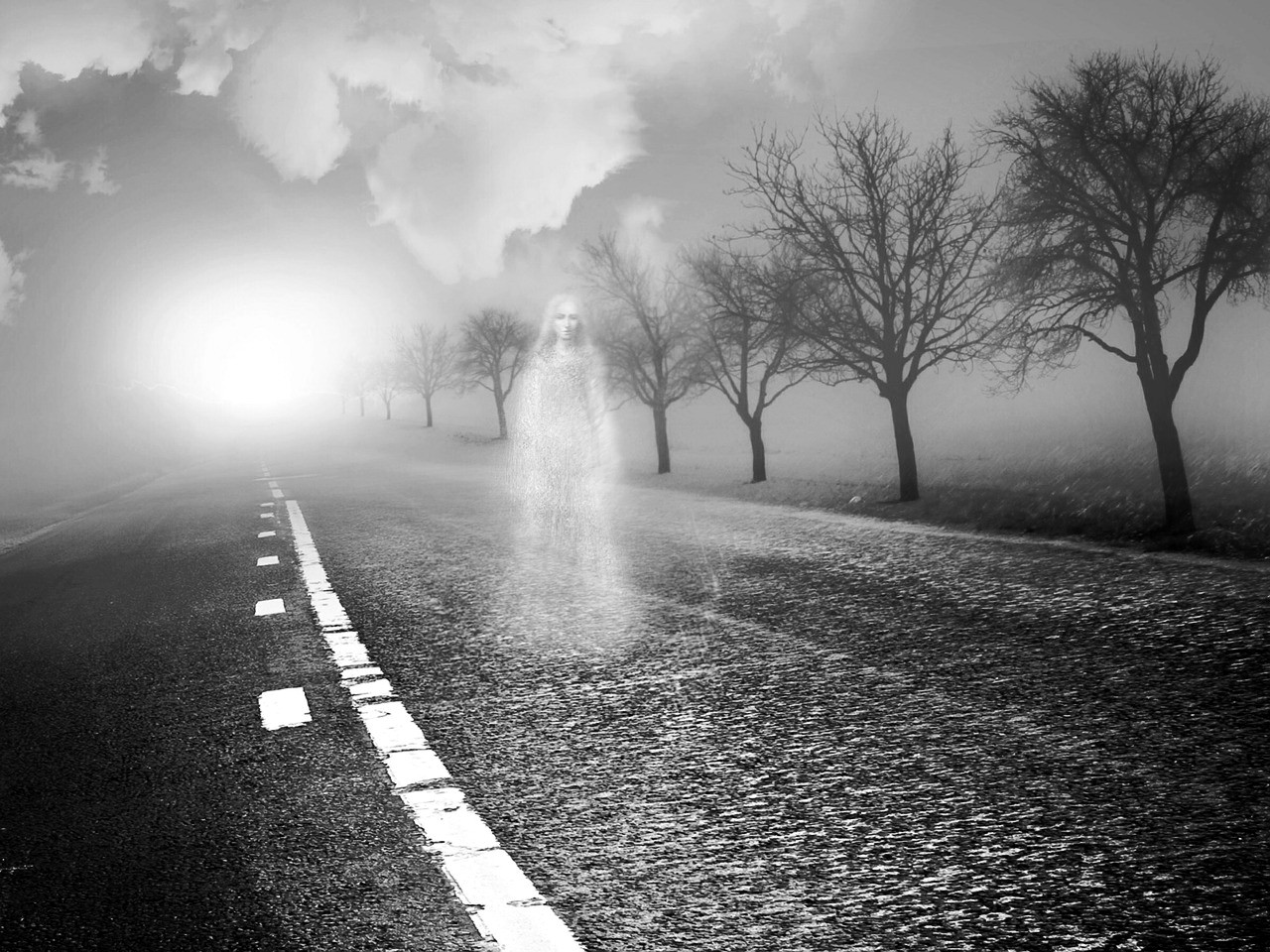
Міські легенди часто описують надприродне, наприклад, привидів

На відміну від класичної легенди, що прикрашено розповідає про реальну історичну подію, яка сталася порівняно давно, міська легенда розповідає про нещодавню подію чи факт, реальність яких недостовірна. Хоча вона може виникнути внаслідок випадку, що відбувся насправді, метою міської легенди є не повідомити правду, а збентежити, викликати сміх, страх, відразу. Тому в такій історії реальні елементи перебільшені, часто вводяться фантастичні елементи, такі як магія, потойбічні істоти, чудовиська. Міська легенда завжди має стосунок до поширеної моральної цінності, страху або сподівання.
Тоді як легенда, казка, пісня часто поширена серед порівняно обмеженої територіально спільноти (жителі села, міста, представники етносу тощо), міська легенда не прив'язана до конкретного місця. Її загальний сюжет доповнюється подробицями, загальновідомими в кожній конкретній спільноті.

## Історія досліджень
Перше вивчення явища, яке тепер називається «міською легендою», було проведено в «фр. La Rumeur d'Orléans» за авторством Едґара Морена 1969 року. Ян Гарольд Бранванд, професор англійської мови з Університету штату Юта (США), використав термін «міська легенда» 1979 року в книжковому огляді, що був надрукований у «Журналі американського фольклору». Навіть у той час дослідники писали про даний феномен із використанням різної термінології.
Професор Бранванд використав власну колекцію легенд, «Зникаючий подорожній: Американські міські легенди та їхнє значення», аби акцентувати на двох тезах: по-перше, що легенди, міфи та фольклор притаманні не лише так званим примітивним або традиційним суспільствам, і, по-друге, що дослідник може чимало дізнатися про урбанізоване та сучасне суспільство, вивчаючи саме подібні байки. Пізніше Бранванд опублікував серію подібних книг, і вважається першим, хто використав термін «вектор» (за аналогією з біологічними векторами) для опису особи чи сутності, про яку йде мова у міській легенді.
Основна спільнота науковців, що вивчає явище міських легенд, зветься «Міжнародним товариством із вивчення сучасних легенд» (англ. International Society for Contemporary Legend Research), а її журнал — «Сучасна легенда» (англ. Contemporary Legend).

## Альтернативна термінологія
Замість терміна «міська легенда» також уживаються «сучасна легенда» або «міський міф». Бранванд указував, що термін «міська легенда» менш тавруючий, тому що «міф» зазвичай використовується для опису речей, які сприймаються широким загалом як відома неправда. Легенда ж прикрашає і робить легшою для сприйняття правдиву подію.
Термін «міський міф» переважає в деяких мовах, наприклад, в мексиканському варіанті іспанської, де вживанішим, ніж «leyenda urbana», є «mito urbano». У французькій мові міські легенди зазвичай називаються «rumeurs d'Orléans» («орлеанські чутки»), наслідуючи роботу Едґара Морена, але вираз «légende urbaine» також широко вживається.
Деякі дослідники віддають перевагу терміну «сучасна легенда», аби підкреслити той факт, що ці історії описують порівняно нещодавні події та супроводжуються деталями сучасного життя.

## Українські міські легенди
В Україні існують і продовжують виникати власні міські легенди, як осучаснені стародавні, так і цілком новітні. Поширені містичні історії, такі як про привидів самогубців, трамвай, що возить душі померлих. Частина торкається злочинів: «Нещодавно контрабандисти хотіли перевезти через кордон партію екзотичних змій. Але дізналися, що на них готується облава, і викинули ящик у лісі. Змії розповзлися, і тепер нападають на людей», «У Донецьку замість червоної ікри шахраї продавали ікру жаб» тощо.
Чимало легенд пов'язано з пам'ятками архітектури радянської доби: «На радянський День Перемоги скульптура Батьківщини-Матері б'є мечем у щит», «Арка Свободи українського народу насправді є величезним кільцем, закопаним у землю».
На початку 2022 року набула популярності міська легенда про Привида Києва, — українського пілота-аса, що збив десятки літаків за перші декілька днів відкритої російсько-української війни.